# أندرياس كمبر
أندرياس كمبر (بالألمانية: Andreas Kemper)‏ هو عالم اجتماع ألماني، ولد في 11 أبريل 1963 في نوردهورن في ألمانيا.

## وصلات خارجية
- الموقع الرسمي